# Dosis unitaria
La dosis unitaria (en inglés unit dose) es la cantidad de un producto tal como un fármaco o café que se administra al consumidor en una única dosis contenida en un recipiente no reutilizable. También existen los neologismos sinónimos unidosis y monodosis.

## Historia
La unidosis o dosis unitarias es la forma histórica de dispensación de fármacos hasta la llegada de la revolución industrial. Las fórmulas magistrales preparadas por los farmacéuticos ajustaban las dosis a la prescripción médica.[cita requerida]
La unidosis está extensamente empleada en hospitales por sus características, que permiten, entre otras cosas, evitar errores de dispensación y optimizar el gasto en medicamentos al ajustarse mejor a la prescripción médica precisa del tratamiento.
La dispensación de unidosis en Oficinas de Farmacia está en periodo de implementación en España, donde se ha convertido en una prioridad del Gobierno en 2010. A partir del próximo 1 de enero de 2011 los médicos "recetarán" las cantidades exactas de los fármacos que necesite el enfermo. Aún no existen presentaciones de medicamentos que se adapten a la dispensación unidosis en oficina de farmacia, por lo que el gobierno prevé comenzar con el fraccionamiento de envases mayores.
Existe una empresa que ya ha registrado productos para lanzar en unidosis en 2011 (Onedose Pharma) aunque el concepto en general ha suscitado todo tipo de opiniones en los actores involucrados (médicos, sistema nacional de salud, farmacéuticos, pacientes, industria farmacéutica, etc.). También existen sistemas de reemblistado en unidosis de productos farmacéuticos, sistema muy extendido en el ámbito hospitalario pero que no garantiza los requisitos de estabilidad de la ley del medicamento.

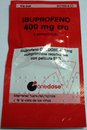
Imagen de una dosis unitaria aprobada en 2011 en España.
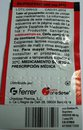
Imagen de la parte posterior de la dosis unitaria.

En España ya se realizó una prueba piloto sobre Unidosis, siendo el ahorro general conseguido del 30%. Dicha prueba fue promovida por la entonces Ministra de Sanidad Ana Pastor.
En México existen instituciones que ya usan la dosis unitaria para la gestión de sus medicamentos entre ellas el IMSS (Instituto Mexicano del Seguro Social) en 25 UMAES y el ISSSTE (Instituto de Seguridad Social al Servicio de los Trabajadores del Estado) en el Centro Médico Nacional 20 de Noviembre.

## Críticas
Se han producido críticas desde las farmacias, concretamente desde las farmacias catalanas por la "improvisación" de los fármacos monodosis.
Una de las mayores críticas a los medicamentos en monodosis ha sido la necesidad de aplicarlo también en antibióticos. Durante 2012 ha surgido en España el primer antibiótico empaquetado en este formato, de la molécula levofloxacino, como parte del proceso de adaptación del formato de antibióticos promovido por la Agencia del Medicamento.
Por otra parte, el ahorro económico de la dispensación en dosis unitaria en farmacias no afectaría a los medicamentos para patologías crónicas que son la gran mayoría del consumo total. El economista Julio Pombo ha estimado el ahorro potencial de la dispensación en dosis unitaria en el 0,46% del total del gasto farmacéutico.

## Terminología
El farmacéutico Joaquín Ronda critica el uso del neologismo «unidosis» para describir las dosis unitarias de medicamento por motivos etimológicos, dado que el término «dosis unitaria» proviene del inglés «unit dose» y no de «unidose».